# Rhipicephalus senegalensis
Rhipicephalus senegalensis är en fästingart som beskrevs av Koch 1844. Rhipicephalus senegalensis ingår i släktet Rhipicephalus och familjen hårda fästingar. Inga underarter finns listade i Catalogue of Life.